# Lauricius
Lauricius là một chi nhện trong họ Zoropsidae.

## Các loài
- Lauricius hemicloeinus Simon, 1888 - Mexico
- Lauricius hooki Gertsch, 1941 - U.S.